# Liste der Monuments historiques in Urtière
Die Liste der Monuments historiques in Urtière führt die Monuments historiques in der französischen Gemeinde Urtière auf.

## Liste der Immobilien
| Bezeichnung     | Beschreibung                                                                                       | Standort          | Kennzeichnung | Schutzstatus | Datum | Bild           |
| --------------- | -------------------------------------------------------------------------------------------------- | ----------------- | ------------- | ------------ | ----- | -------------- |
| Kapelle St-Roch | Kapelle bezeichnet 1636, Missionskreuz von 1687; mit Einfassungsmauer des ehemaligen Pestfriedhofs | Les Bossus (Lage) | PA00132847    | Inscrit      | 1994  | weitere Bilder |